# 찰리 쿤츠

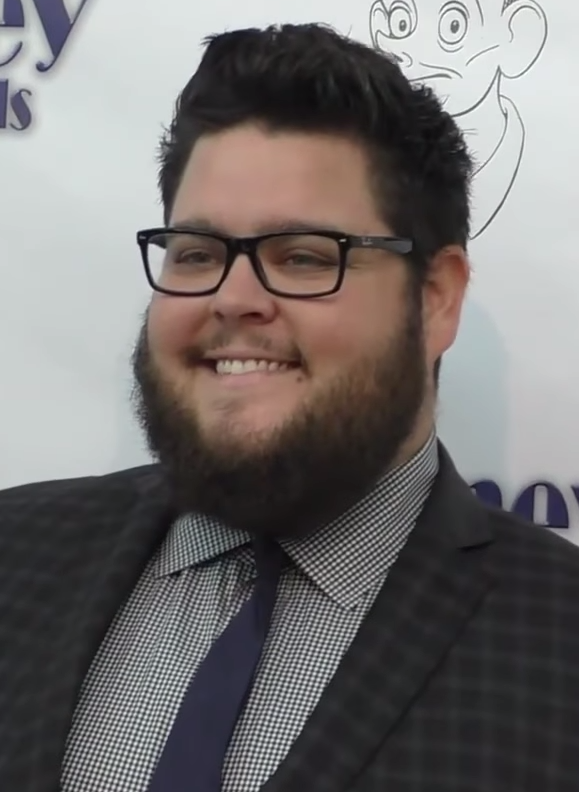

찰리 쿤츠(Charley Koontz, 1987년 8월 10일 ~ )는 미국의 배우이다.
콩코드에서 태어났다.

## 출연 작품
- 빙 플랫 (2015년)
- 로드 투 후아레즈 (2015년)
- 유 오어 러브드 원 (2014년)
- The Legacy of Avril Kyte (미정)
- 낫씽 이즈 펀 애니모어 (2013년)
- 컨트랙티드 (2013년) - 자인 역
- 셀블록 11 (2013년) - 버거 역

### 텔레비전
- CSI: 사이버 (2015-16) - 대니얼 크러미츠 역